# Volkswagen Routan
Ne doit pas être confondu avec Volkswagen Touran.
Le Volkswagen Routan est un monospace vendu par VW en Amérique du Nord mais il est entièrement fabriqué par Chrysler au Canada. Il est basé sur la plateforme des Chrysler Town & Country et des Dodge Grand Caravan.

## Motorisation
À sa sortie, le Volkswagen Routan possédait un moteur V6 de 3,8L OHV 12 soupapes ou un V6 de 4,0L a DACT et 24 soupapes, ce dernier développant 251 chevaux. Sur le marché canadien, seul le 4,0L était disponible.
À partir de 2011, La Routan est seulement offerte avec le nouveau V6 3,6L Pentastar de Chrysler.

## Sécurité
Le Volkswagen Routan possède les freins ABS, l'antipatinage et le contrôle de stabilité électronique. Il possède aussi 6 coussins gonflables (frontaux, latéraux avant, rideaux latéraux).

## Transmission
Le Volkswagen Routan a une transmission automatique à 6 rapports.

## Direction
Le Volkswagen Routan a une direction assistée.

## Confort

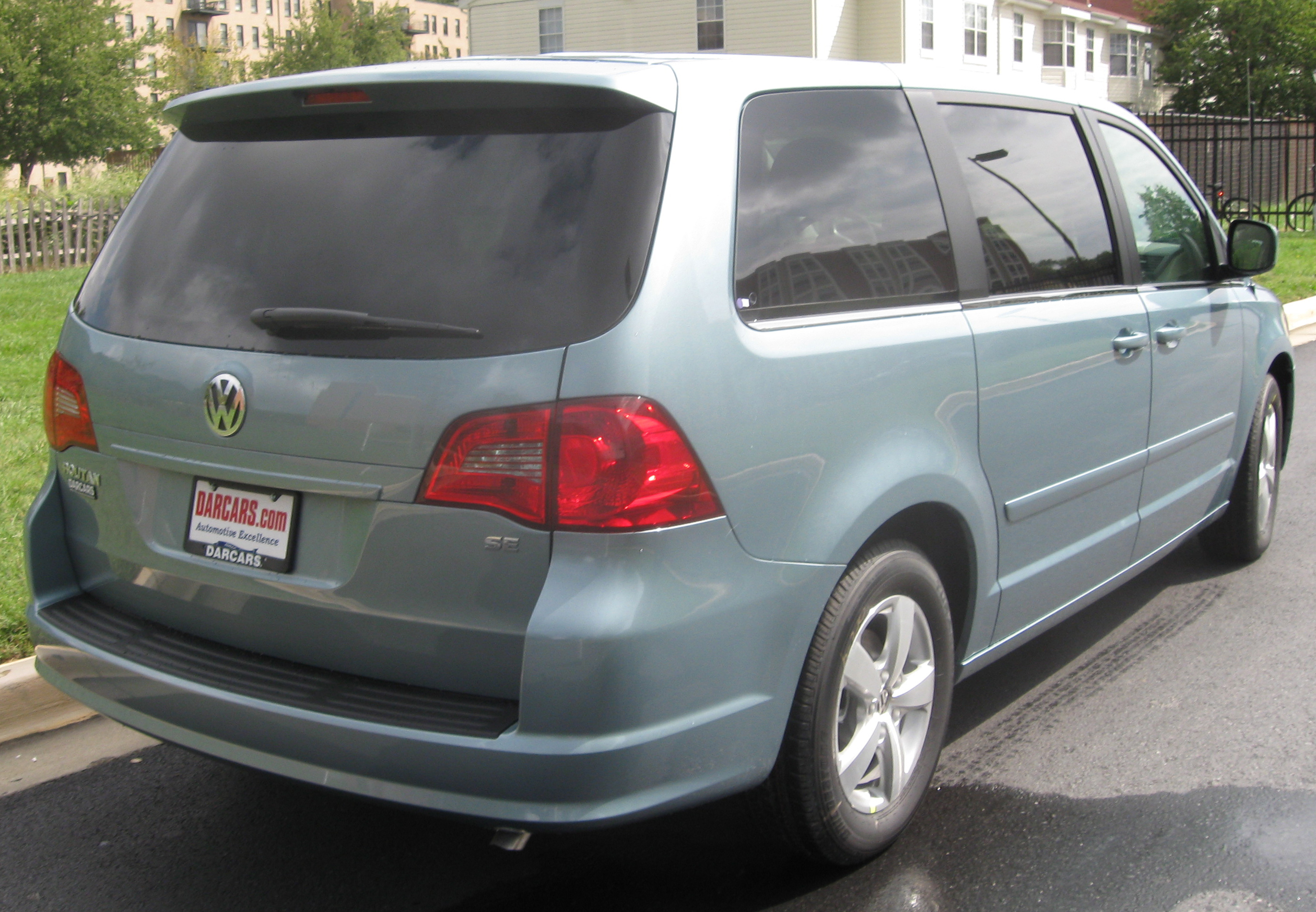
VW Routan 2009 - Vue Arrière

Il est équipé du système de navigation, de la climatisation automatique, d'un grand accoudoir centrale à l'avant, d'un lecteur CD,de 2 petites télévisions (pour la deuxième et troisième rangée de sièges) et des projecteurs Xénon (en option).

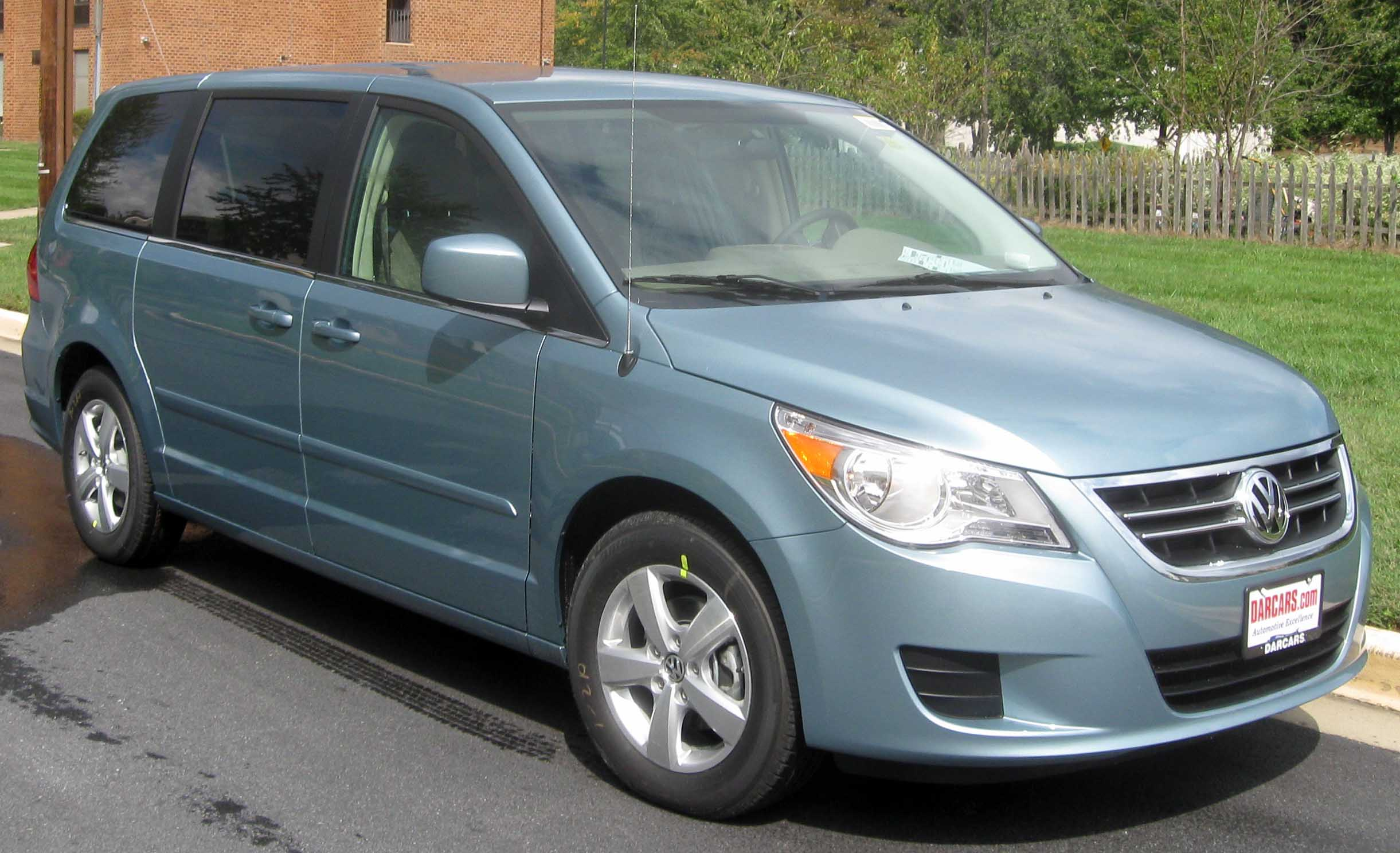
VW Routan 2009